# Unai Emery
Unai Emery (født 3. november 1971 i Hondarribia) er en spansk manager for fodboldholdet Aston Villa i Premier League. Han har tidligere trænet klubber som Arsenal, Paris Saint-Germain, Sevilla, Spartak Moskva, Valencia og Almería.